# بيت ساندوفال
بيت ساندوفال (بالإسبانية: Pete Sandoval؛ بالإنجليزية: Pete Sandoval) هو طبال سلفادوري وأمريكي، ولد في 21 مايو 1969 في سانتا آنا مونيسباليتي في السلفادور.

## وصلات خارجية
- بيت ساندوفال على موقع ميوزك برينز (الإنجليزية)
- بيت ساندوفال على موقع ديسكوغز (الإنجليزية)